# Scourmont apátság
A Scourmont apátság (franciául: Abbaye Notre-Dame de Scourmont) a trappista rend egyik rendháza, amely a belgiumi Hainaut tartományban fekvő Scourmont fennsíkon található, Forges település közelében, amely viszont közigazgatásilag Chimay város része.
Az apátságban található a világhírű Chimay trappista sört előállító sörfőzde, de a szerzetesek emellett sajtkészítéssel is foglalkoznak.

## Története
Chimay közelében számos kolostort és apátságot alapítottak, a legelső közösség a 9. században ide települő bencés szerzetesek voltak (Abbaye de Ste. Monégonde de Chimay). Ez a közösség már megszűnt, de az általuk épített Szent Péter és Pál templom ma is áll.
1844-ben Jean-Baptist Jourdain, Virelles papja vetette fel, hogy a Scourmont fennsík ideális hely lenne egy szerzetesi közösség megalakításához. Mivel a korábbi kísérletek sikertelenek voltak, Jourdain segítséget kért II. Józseftől, Chimay hercegétől, aki egyidejűleg Westmalle és Westvleteren apátja is volt. 1850. július 25-én alapították meg a jelenlegi apátság elődjét az akkor kihalt és műveletlen fennsíkon a Westvleteren apátságból érkező szerzetesek.
A trappista hagyományok szerint a közösség önellátásra rendezkedett be, ezért a környező földeket művelés alá vonták, illetve létrehoztak egy tejgazdaságot, sajtgyárat és sörfőzdét. 1871. július 25-én IX. Piusz pápa önálló apátság rangjára emelte ezt a közösséget. Ettől fogva Scourmont önállóan működött, illetve más közösségeket is alapítottak innen Wales és Belga-Kongó területén.
1919-ben a trappista rendhez tartozó apácák alapítottak egy zárdát (Abbaye de Notre-Dame de la Paix de Chimay) a városban az apátság védnöksége alatt.

## Chimay termékei

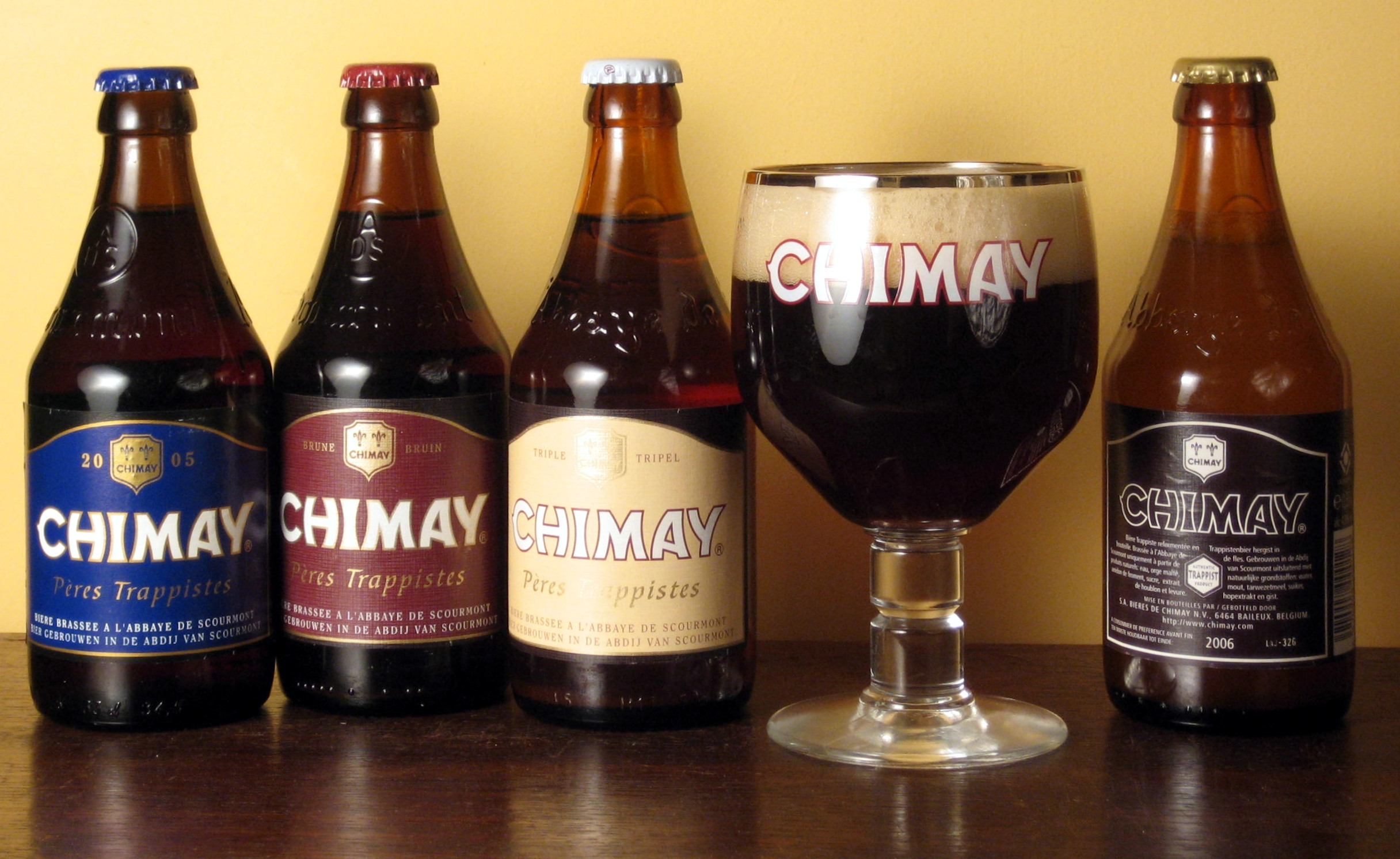
A négyféle Chimay sör. A jobb oldali "Dorée" típus kereskedelmi forgalomban nem kapható, csak a szerzeteseknek főzik.

A város, illetve az apátság leghíresebb termékei a szerzetesek által készített sör és a sajt, amelyet a "Chimay" márkanév alatt forgalmaznak.

## Lásd még
- Chimay (sör)
- Chimay (város)

## Külső hivatkozások
- A Scourmont apátság hivatalos oldala (franciául)
- A Chimay sörök és sajtok hivatalos oldala (franciául) és (angolul)
- Website of Dom Armand Veilleux, abbot of Scourmont (franciául) és (angolul)